# Višnje (Ajdovščina, Slovenija)
Višnje je selo u općini Ajdovščina, Primorska Slovenija. Naselje je 2002. godine imalo 170 stanovnika.